# Dresden (film)
Dresden vertelt een fictief liefdesverhaal tegen de achtergrond van het grotendeels waargebeurde verhaal van het bombardement op de Duitse stad Dresden, tijdens de laatste maanden van Tweede Wereldoorlog.

## Verhaal
De Duitse verpleegster Anna Mauth heeft niets met de soldaten die haar vaderland aanvallen.
Echter, op een dag komt de Duitssprekende Engelse piloot Robert het ziekenhuis binnen en verstopt zich. Als Anna hem ontdekt, slaat de liefde toe. Dit zorgt voor veel problemen voor Anna, omdat ze verloofd is met de hoofddokter Alexander Wenninger.
Ondertussen is de vader van Anna, Carl, die de directeur is van het ziekenhuis, bezig om zijn familie naar Zwitserland te verhuizen. Dit doet hij door samen met zijn aanstaande schoonzoon grote hoeveelheden medicijnen te verduisteren en door te verkopen. Robert komt hierachter, wat hij aan Anna laat weten die haar vader daarmee confronteert. Anna verstopt zich met Robert, maar ze worden al snel gevonden.
Carl en Alexander besluiten om beiden gescheiden op te sluiten totdat de medicijnen zijn verkocht en het papierwerk over de verhuizing rond is. Wanneer dit zover is, beginnen de bommen te vallen boven Dresden. Alexander en Anna schuilen in de schuilkelder, maar moeten hier weer snel weg vanwege koolstofmonoxidevergiftiging. Op straat komen ze Robert tegen, die wist te ontsnappen. De drie zoeken een veilige schuilplaats, Robert wordt hierbij deels bedolven door puin. Anna gaat in eerste instantie verder met Alexander, maar besluit later terug te gaan en graaft Robert uit. Daar vallen ze in slaap. Ze overleven door een klein gat in de muur waardoor ze zuurstof hebben gekregen. 
Na het bombardement gaan ze de straat op waar alles in puin ligt. Robert gaat de toren van de Frauenkirche in en kijkt uit over de verwoeste stad, wetende dat hij dit zelf heeft aangericht bij andere Duitse steden. Een dag later stort de Frauenkirche in en er wordt beeldmateriaal vertoond van de Frauenkirche na de restauratie.
Aan het eind wordt verteld dat Robert enkele maanden na de oorlog neerstort boven de Noordzee, hij wordt nooit meer gevonden. Hij was op weg naar Dresden voor de geboorte van zijn dochter en die van Anna.

## Rolverdeling
| Acteur             | Personage                       |
| ------------------ | ------------------------------- |
| Felicitas Woll     | Anna Mauth (NO)                 |
| John Light         | Robert Newman                   |
| Benjamin Sadler    | Dr. Alexander Wenninger         |
| Heiner Lauterbach  | Carl Mauth                      |
| Katharina Meinecke | Magda Mauth                     |
| Marie Bäumer       | Maria Goldberg                  |
| Kai Wiesinger      | Simon Goldberg                  |
| Wolfgang Stumph    | Pfarrer                         |
| Jürgen Heinrich    | Gauleiter Martin Mutschmann     |
| Susanne Bormann    | Eva Mauth                       |
| Paul Ready         | William                         |
| John Keogh         | Luitenant Leslie, Master Bomber |
| Christian Rodska   | Arthur Harris                   |
| Pip Torrens        | Saundby                         |
| Michael Brandner   | Blockwart                       |
| Sandra Nedeleff    | Joodse vrouw                    |
| Louis El-Ghussein  | Blond jongetje met pistool      |
| Tomas Spencer      | Mann                            |